# Friedberg (Assia)
Friedberg è una città tedesca situata nel circondario della Wetterau nel land dell'Assia.

## Storia
Fu insediamento militare romano (Castellum) di un'unità ausiliaria (a partire dalla fine del I secolo sotto la dinastia dei Flavi), molto probabilmente al termine delle campagne germaniche di Domiziano, divenendo un caposaldo del Limes germanico. Il centro fu ricostruito sotto gli Hohenstaufen essendo un crocevia commerciale strategico, e presto divenuto famoso per la sua fiera annuale, rivaleggiando con la vicina Francoforte.
La cittadina ebbe spesso la sua tranquillità sociale scossa dalle contese di due entità politiche: la città, divenuta libera e sovrana (1211) e il castello, amministrato da una consorteria di famiglie nobili (cavalieri e baroni dell'impero che dal 1217 fino al 1806 eleggono i propri burgravi della fortezza), in continua competizione con la vita urbana. Nel 1543 accolse la fede protestante evangelica e come città imperiale acquistò il voto al Reichstag nel circolo dell'Alto Reno, finché nel 1802 fu annessa dall'Assia-Darmstadt.

## Amministrazione

### Gemellaggi
Friedberg è gemellata con:
- Bishop's Stortford
- Magreglio
- Oliveto Lario
- Villiers-sur-Marne

Friedberg intrattiene rapporti d'amicizia con:
- Barni
- Civenna

Friedberg esercita un patronato sui rifugiati dalla città boema di Ervěnice.